# Burg Degernau
Die Burg Degernau ist eine abgegangene Höhenburg bei 565 m ü. NN auf einer Bergecke des Ortsteils Degernau der Gemeinde Ingoldingen im Landkreis Biberach in Baden-Württemberg. Von der ehemaligen Höhenburg anstelle der heutigen Kapelle Sankt Laurentius aus dem Jahr 1513 sind nur noch geringe Wall- und Grabenreste zu sehen.